# Zlatko Odrčić
Zlatko Odrčić (Velika Gorica, 1951.) hrvatski kipar, ilustrator, dizajner

## Životopis
U Zagrebu je završio petogodišnju školu primijenjenih umjetnosti, Odjel za obradu metala u klasi prof. Hrvoja Ljubića. Od 1972. godne radi kao dizajner u Radionici primijenjenih umjetnosti. Tijekom godina samostalno i timski realizira brojne projekte i surađuje s mnogim eminentnim autorima. Bavi se kreiranjem i izradom umjetničkog unikatnog nakita, plitkih reljefa, medalja, plaketa te skulptura komornog formata. Uz to slika, izrađuje suvenire i arheološke replike, restaurira srebrne i zlatne strine, ilustrira knjige, autor je godišnjih nagrada grada Velike Gorice. Dobitnik je nagrada i priznanja za suvenikre, a nakit mu je osim na izložbama bio prikazan i na nekoliko modnih revija. Sudjelovao je na 49 skupnih izložbi, te imao 11 samostalnih izlaganja. Trenutno sudjeluje u projektu Ministarstva kulture RH "Suvremeni hrvatski nakit" izložbi koja predstavlja Hrvatsku po svijetu. Član je ULUPUH-a od 1999. godine.

## Priznanja i nagrade
1998. Velika Gorica: Nagrada Turističke zajednice grada Velike Gorice

2004. Zagreb: Priznanje Turističke zajednice grada Zagreba

2006. Zagreb: Nagrada Turističke zajednice Zagrebačke županije

2006. Cavtat: Nagrada Hrvatske Turističke zajednice - "Zeleni cvijet 2006."

2006. Velika Gorica: Priznanje Turističke zajednice grada Velike Gorice
2009. Zagreb, Nagrada Turističke zajednice Zagrebačke županije
2009. Velika Gorica: Priznanje Turističke zajednice grada Velike Gorice
2010. Zagreb, Nagrada Turističke zajednice Zagrebačke županije
2010. Velika Gorica: Priznanje Turističke zajednice grada Velike Gorice

## Izložbe

### Samostalne izložbe
2000. Zagreb, Izložbeni salon "Izidor Kršnjavi", Trg M. Tita 11, prof. Danijel Žabčić

2001. Zagreb, Galerija "Art Centar", Bogovićeva 7, prof. Branka Hlevnjak

2002. Zagreb, Galerija ULUPUH, Tkalčićeva 14, doc. Mario Beusan

2002. Velika Gorica, Izložbeni prostor POU-a, Zagrebačka 37, doc. Danijel Žabčić

2003. Velika Gorica, Caffe bar R, Zagrebačka 4, prof. Miljenko Muršić

2004. Velika Gorica, Galerija Galženica, Trg S. Radića 5. Lazer Rok Lumezi

2005. Velika Gorica, Knjižnica Galženica, Trg S. Radića 5, mr. sc. Marija Lumezi

2005. Velika Gorica, Knjižnica Galženica, Trg S. Radića 5, doc. Danijel Žabčić

2006. Velika Gorica, Izložbeni prostor POU-a, Zagrebačka 37, Višnja Slavica Gabout

2007. Zagreb, Županijski turistički ured, Preradovićeva 42, TZG Velike Gorice

2008. Velika Gorica, Muzej Turopolja, Trg kralja Tomislava 1, prof. Arian Kralj. prof. Dagica Modrić

### Skupne izložbe
1998. Velika Gorica, Gradsko poglavarstvo grada Velika Gorica, Trg Kralja Tomislava 34

1999. ZAgreb, hotel Sheraton, Izložba i aukcija umjetničkog nakitai uporabnog predmeta, humanitarna akcija Hrvatske udruge za školovanje pasa vodiča i mobilitet

1999. Zagreb, Izložba novoprimljenih članova ULUPUH-a, Galerija ULUPUH, Tkalčićeva 14

2001. Zagreb, Revija na poziv - Poziv na reviju, Otvoreni atelier LIKUM - Contempora, Oktogon, Ilica 5

2002. Velika Gorica, Likovna kolonija "Kaleidoskop", Izložbeni prostor POU-a, Zagrebačka 37

2002. Zagreb, 37. Zagrebački Salon, Umjetnički paviljn, Trg kralja Tomislava 22

2002. Zagreb, Diners - Diamont night, Umjetnički paviljon, Trg kralja Tomislava 22

2002. Zaprešić, Međunarodni sajam obrtništva

2002. Zagreb, Revija hrvatskog umjetničkog unikatnog nakita, Muzej Mimara, Rooseveltov trg 4

2002. Velika Gorica, Revija hrvatskog umjetničkog unikatnog nakita, Muzej Mimara, Rooseveltov trg 4

2002. Velika Gorica, Revija obrtničkog bala, Zagrebačka 2

2003. Kuče, izložba 1. Turopoljske likovne kolonije

2003. ZAgreb, Izložba na poziv - Poziv na izložbu, Otvoreni atelier LUmezi, Tkalčićeva 53

2003. Varaždin, Izložba na poziv - Poziv na izložbu, kuća Padovec

2004. Kuče, Izložba 2. Turopoljske likovne kolonije

2004. Velika Gorica, Izložba likovne kolonije "Posavina"

2004. Umag, Muzej grada Umaga, Trg Svetog Martina 1

2004. Zaprešić, Međunarodni sajam obrtništva

2004. Velika Gorica, Revija obrtničkog bala, Zagrebačka 2

2004. Velika Gorica, Promotivno - prodajna izložba ULIKUMVG, trg kralja Tomislava 37

2005. Zagreb, "Bijeli prsten", Otvoreni atelier Lumezi, Tkalčićeva 53

2005. Velika Gorica, Galerija Galženica, Trg S. Radića 5

2005. Kuče, Izložba 3. Turopoljske likovne kolonije

2005. Zagreb, Nokia Cro-a-Porte, Zagrebački velesajam, Avenija Dubrovnik bb

2005. Velika Gorica, Promotivno - prodajna izložba ULIKUMVG, Trg kralja Tomislava 37

2006. Velika Gorica, Proljeti sajam

2006. Velika Mlaka, "Jedinstvo različitog" Dom kulture

2006. Velika Gorica, Revija obrtničkog bala, Srednjoškolski centar, ulica S. Tomaševića 21

2006. Zagreb, Županijski turistički ured, Preradovićeva 42

2007. Kuče, Izložba Turopoljskih kolonija

2008. Češka, Prag, Galerie Vivo - Suvremeni hrvatski nakit

2008. Slovačka, Bratislava, Dvorana ministarstva kutury Slovenkej republiky - Suvremeni hrvatski nakit

2008. Finska, Helsinki, Soa, Ha-Helsingin Kulttuurikeskus - suvremeni hrvatski nakit

2008. Austrija, Innsbuck, Barockkeller der Kaiserlichen Hofbrung (Carska palača) - Suvremeni hrvatski nakit

2008. Zagreb, Županijski turistički ured, Preradovićeva 42

2008. Zagreb, Galerija ULUPUH, Tkalčićeva 14, "Nakit kroz fotografiju"

2009. Velika Gorica, Revija obrtničkog bala, Srednjoškolski centar, ulica S. Tomaševića 21

2009. Italija, Rim, veleposlanstvo Republike Hrvatske - Suvremeni hrvatski nakit

2009. Slovenija, Ljubljana, Zlatarstvo Kodre s.p., Cankarjevo nabrežje 27

2010. Srbija, Subotica, Moderna galerija "Likovni susret" - Suvremeni hrvatski nakit

2010. Srbija, Novi Sad, Muzer grada Novog Sada -  Suvremeni hrvatski nakit

2010. Zagreb, Klovićevi dvori - revija povodom 60. godina ULUPUH-a

2010. Zagreb, Galerija ULUPUH-a, Tkalčićeva 14, izložba povodom 60 godina ULUPUH-a

2010. Kina, Peking, Bejing Planning Exhibition Hall - Suvremeni hrvatski nakit